# Luftsicherheitsgesetz
Das Luftsicherheitsgesetz ist ein deutsches Bundesgesetz, das Flugzeugentführungen, terroristische Anschläge auf den Luftverkehr und Sabotageakte gegen ihn verhindern und dadurch die Luftsicherheit erhöhen soll.
Am 15. Februar 2006 entschied das Bundesverfassungsgericht:
1. Die Ermächtigung der Streitkräfte, gemäß § 14 Abs. 3 des Luftsicherheitsgesetzes durch unmittelbare Einwirkung mit Waffengewalt ein Luftfahrzeug abzuschießen, das gegen das Leben von Menschen eingesetzt werden soll, ist mit dem Recht auf Leben nach Art. 2 Abs. 2 Satz 1 GG in Verbindung mit der Menschenwürdegarantie des Art. 1 Abs. 1 GG nicht vereinbar, soweit davon tatunbeteiligte Menschen an Bord des Luftfahrzeugs betroffen werden.[1]

## Allgemein
Das Luftsicherheitsgesetz wurde am 11. Januar 2005 als Art. 1 des Gesetzes zur Neuregelung von Luftsicherheitsaufgaben erlassen. Es ist am 15. Januar 2005 in Kraft getreten.
Das Luftsicherheitsgesetz berücksichtigt die Vorschriften der Verordnung (EG) 2320/2002 des Europäischen Parlaments und des Rates zur Festlegung gemeinsamer Vorschriften für die Sicherheit in der Zivilluftfahrt vom 16. Dezember 2002, dient nach dem Willen des Gesetzgebers aber vor allem dazu, die Befugnisse und Zuständigkeiten für die Luftsicherheit übersichtlicher und klarer zu regeln als bisher. Gewünscht war außerdem die ausdrückliche Regelung hinsichtlich der Amtshilfe durch die Streitkräfte. Diese Regelung wurde aber vom Bundesverfassungsgericht weitgehend als verfassungswidrig eingestuft (zum Urteil siehe unten).
Forciert wurde die Verabschiedung des Luftsicherheitsgesetzes durch einen Zwischenfall im Luftraum von Frankfurt am Main: Dort war am 5. Januar 2003 ein geistig Verwirrter mit einem Motorsegler über den Wolkenkratzern des Frankfurter Bankenviertels gekreist und hatte gedroht, sein Flugzeug in eines der Hochhäuser stürzen zu lassen. Mit dem kleinen Segler hätte der Pilot, der niemals eine gültige Pilotenlizenz besaß, vermutlich keinen großen Schaden anrichten können; die Bundesregierung erkannte aber dennoch raschen Handlungsbedarf. Noch im Jahr 2004 brachte sie das Gesetz auf den parlamentarischen Weg.
Das Luftsicherheitsgesetz hat vorrangig den Zweck, Attentate wie die Terroranschläge am 11. September 2001 in den USA in Deutschland durch „Renegades“ zu verhindern. Dazu ermächtigte und verpflichtete das Gesetz die Luftsicherheitsbehörden, die Fluggesellschaften und die Flughafenbetreiber, bestimmte Sicherheitsmaßnahmen zu ergreifen.
Das Gesetz erlaubte als äußerste Maßnahme eine „unmittelbare Einwirkung mit Waffengewalt“ gegen ein Flugzeug, „wenn nach den Umständen davon auszugehen ist, dass das Luftfahrzeug gegen das Leben von Menschen eingesetzt werden soll, und sie [die Maßnahme] das einzige Mittel zur Abwehr dieser gegenwärtigen Gefahr ist“ (§ 14 Abs. 3 LuftSiG alte Fassung).
Diese „Abschussbefugnis“ bestand auch dann, wenn sich an Bord des Flugzeugs unbeteiligte Personen, beispielsweise entführte Passagiere, befinden. Das Leben der Unbeteiligten an Bord sollte zu Gunsten des Lebens anderer Menschen am Boden geopfert werden.
Das Luftsicherheitsgesetz war deshalb politisch, rechtlich und ethisch umstritten.
Bundespräsident Horst Köhler ließ das Gesetz von den Juristen des Bundespräsidialamtes länger als üblich prüfen. Er hatte „erhebliche Zweifel“ daran, dass das Gesetz mit dem grundrechtlich garantierten Recht auf Leben vereinbar ist. Trotz seiner Bedenken unterzeichnete Köhler das Luftsicherheitsgesetz schließlich, regte aber zugleich dessen Überprüfung hinsichtlich der Verfassungsmäßigkeit durch das Bundesverfassungsgericht an.

## Regelungen
Das Luftsicherheitsgesetz regelt die Kontrolle von Personen und Sachen im Flughafen bzw. auf dem Flugplatz (§ 5 LuftSiG), gibt vor, welche Personen auf ihre Zuverlässigkeit hin zu überprüfen sind (§ 7 LuftSiG) und schreibt vor, welche Sicherungsmaßnahmen die Flughafen- und Flugplatzbetreiber und die Fluggesellschaften zu ergreifen haben (§ 8 und § 9 LuftSiG).

### Kontrolle von Personen und Fracht

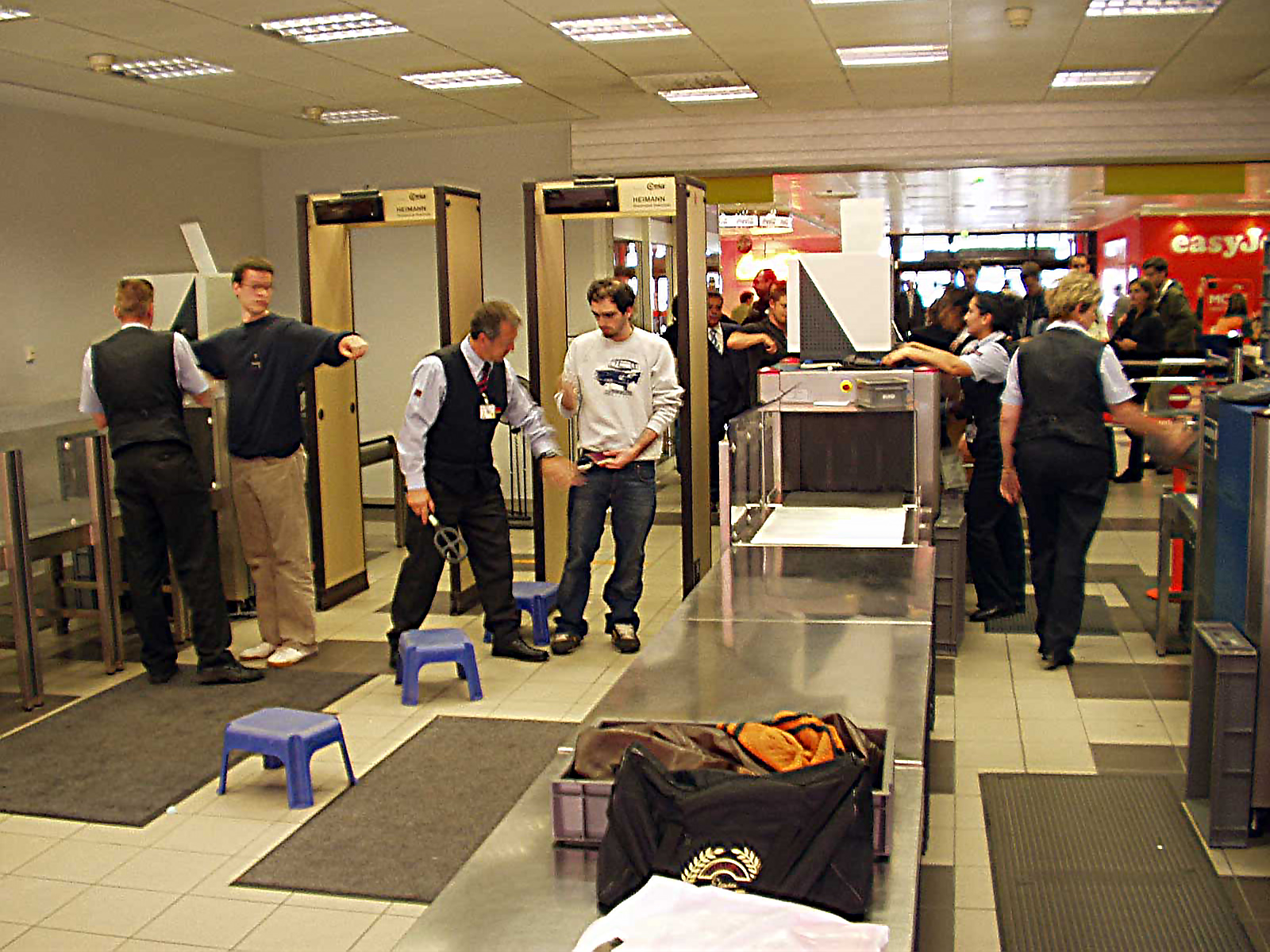
Kontrolle am Flughafen Berlin-Schönefeld

Die Luftsicherheitsbehörde hat in den nicht allgemein zugänglichen Bereichen des Flughafens bzw. Flugplatzes besondere Befugnisse: Sie darf Personen durchsuchen, die sich in diesen Bereichen aufhalten oder diese betreten wollen. Außerdem darf die Luftsicherheitsbehörde Gepäckstücke durchleuchten und durchsuchen, Personen durchsuchen und Fracht und Post durchleuchten (§ 5 LuftSiG). Die Behörde kann die Durchsuchungen entweder von eigenen Mitarbeitern vornehmen lassen oder dritte Personen, zum Beispiel das Sicherheitspersonal des Flughafens, mit der Durchsuchung beauftragen. Die dritte Person wird dann als so genannter Beliehener hoheitlich tätig.

### Zuverlässigkeitsüberprüfungen
Neu geregelt wurden die Zuverlässigkeitsüberprüfungen von Bediensteten an Flughäfen, Flugplätzen und bei den Fluggesellschaften. Selbst Flugpraktikanten, Flugschüler und Mitglieder von Luftsportvereinen werden durch die Luftsicherheitsbehörden überprüft.
Davon ausgenommen sind Piloten, die nur die Ultraleichtflugzeug- oder Segelfluglizenz besitzen, und Flugschüler, die diese Lizenzen erwerben wollen. Der oben genannte „Privatpilot“ hätte sich also selbst dann, wenn das Gesetz bereits 2003 gegolten hätte, keiner Zuverlässigkeitsüberprüfung unterziehen müssen, da er über keine gültige Fluglizenz verfügte.
Personen, deren Zuverlässigkeit nicht von einer Luftsicherheitsbehörde bestätigt worden ist, dürfen die nicht allgemein zugänglichen Bereiche des Flugplatzes nur betreten, wenn sie über eine gültige Zugangsberechtigung (gültiges Flugticket) verfügen und die Kontrolle (Durchsuchen der Person und des Handgepäcks) abgeschlossen haben, aber keine Tätigkeit im Flughafen, auf dem Flugplatz oder in einem Flugzeug aufnehmen. Die Flugzeugcrew (Piloten und Flugbegleiter), das Boden- und Sicherheitspersonal, Reinigungskräfte und Warenlieferanten unterliegen einer Zuverlässigkeitsprüfung (§ 7 LuftSiG), und können ihre Tätigkeit ohne positiv verlaufende Zuverlässigkeitsüberprüfung faktisch nicht ausüben. Piloten mit ausländischem Flugschein sind davon jedoch nicht betroffen.
Zur Überprüfung dürfen die Luftsicherheitsbehörden Auskünfte bei den Polizeivollzugs- und Verfassungsschutzbehörden, dem Bundeskriminalamt, dem Bundesamt für Verfassungsschutz, dem Bundesnachrichtendienst, dem Militärischen Abschirmdienst, dem Zollkriminalamt, der Bundesbeauftragten für die Unterlagen des Staatssicherheitsdienstes der ehemaligen DDR sowie beim Bundeszentralregister einholen. Bei der Zuverlässigkeitsüberprüfung von Ausländern können sich die Luftsicherheitsbehörden auch an die Ausländerbehörden und das Ausländerzentralregister wenden. Bestehen im Einzelfall Zweifel an der Zuverlässigkeit des Betroffenen, so kann die Luftsicherheitsbehörde Auskünfte bei der Staatsanwaltschaft einholen.
Im Zeitraum vom 15. Januar 2005 bis zum 10. November 2006 wurden etwa 513.400 Zuverlässigkeitsüberprüfungen durchgeführt. In 1.520 Fällen wurde die Zuverlässigkeit der betroffenen Personen verneint.

### Nicht zulässige Gegenstände
Das Mitführen von verbotenen Gegenständen wird durch das Luftsicherheitsgesetz unter Strafe gestellt.
Zu den nicht zulässigen Gegenständen gehören alle Waffen aller Art, insbesondere Schuss-, Hieb- und Stoßwaffen, ferner Munition, Sprengstoff, brennbare Flüssigkeiten sowie ätzende und brennbare Stoffe (§ 11 Abs. 1 LuftSiG).
Ebenfalls nicht zulässig ist das Mitführen von „Gegenständen, die ihrer äußeren Form oder Kennzeichnung nach den Anschein von Waffen, Munition oder explosionsgefährdeten Stoffen erwecken“, beispielsweise von Spielzeugpistolen und Laserpointern in Munitionsform.
Nicht zulässig in der Flugzeugkabine sind auch alle Gegenstände, die in der Anlage zur EG-Verordnung 820/2008 vom 8. August 2008 aufgeführt sind. Dazu gehören beispielsweise Baseballschläger, Tennis- und Badmintonschläger, alle Arten von Messern, Gartenscheren, Elektroschocker, Eispickel, Wanderstöcke, Rasiermesser, Scheren mit langer Klinge (über sechs Zentimetern), Milzbranderreger, Pockenviren und Senfgas.
Strafbar macht sich, wer einen dieser Gegenstände im Handgepäck oder am Körper mit sich führt und damit ein Flugzeug oder einen nicht allgemein zugänglichen Flughafenbereich betritt. Strafbar ist nicht nur das absichtliche oder bewusste Mitführen, sondern auch fahrlässiges Handeln. Das Strafmaß reicht von Geldstrafe bis zu zwei Jahren Freiheitsstrafe (§ 19 LuftSiG).

### Kostenträger
Nach § 17 Abs. 2 LuftSiG wurde eine Rechtsverordnung erlassen, welche die Abwälzung der entstandenen Kosten mittelbar auf den Fluggast zulässt. Abgeführt wird die so genannte Luftsicherheitsgebühr durch die Fluggesellschaften. Die aktuelle Höhe je nach Flughafen wird durch das Bundesministerium für Verkehr, Bau und Stadtentwicklung veröffentlicht.

## Änderung im Rahmen des Terrorismusbekämpfungsergänzungsgesetzes
Mit Art. 9a des Gesetzes zur Ergänzung des Terrorismusbekämpfungsgesetzes (Terrorismusbekämpfungsergänzungsgesetz) vom 5. Januar 2007 wurde die Nachberichtspflicht gemäß § 7 Abs. 9 LuftSiG auf Behörden der Länder erweitert. Neben den Bundesbehörden müssen seitdem auch die Polizeivollzugs- und Verfassungsschutzbehörden sowie – bei Ausländern – die Ausländerbehörden Informationen, die für die Beurteilung der Zuverlässigkeit einer Person von Bedeutung sind, an die Luftsicherheitsbehörde weitergeben. Diese umfassende Nachberichtspflicht war bereits im ursprünglichen Gesetzesentwurf vorgesehen gewesen, aber im Verlauf des Gesetzgebungsverfahrens auf Bundesbehörden begrenzt worden, um die Zustimmungsbedürftigkeit des Gesetzes durch den Bundesrat zu vermeiden. Nach Inkrafttreten der Föderalismusreform blieb das Terrorismusbekämpfungsergänzungsgesetz auch mit den erweiterten Nachberichtspflichten zustimmungsfrei. Da für Art. 9a eine Inkrafttretensregelung fehlte, trat diese Bestimmung gemäß Art. 82 Abs. 2 Satz 2 GG 14 Tage nach der Veröffentlichung im Bundesgesetzblatt, mithin am 24. Januar 2007, in Kraft.

## Rechtliche Diskussion

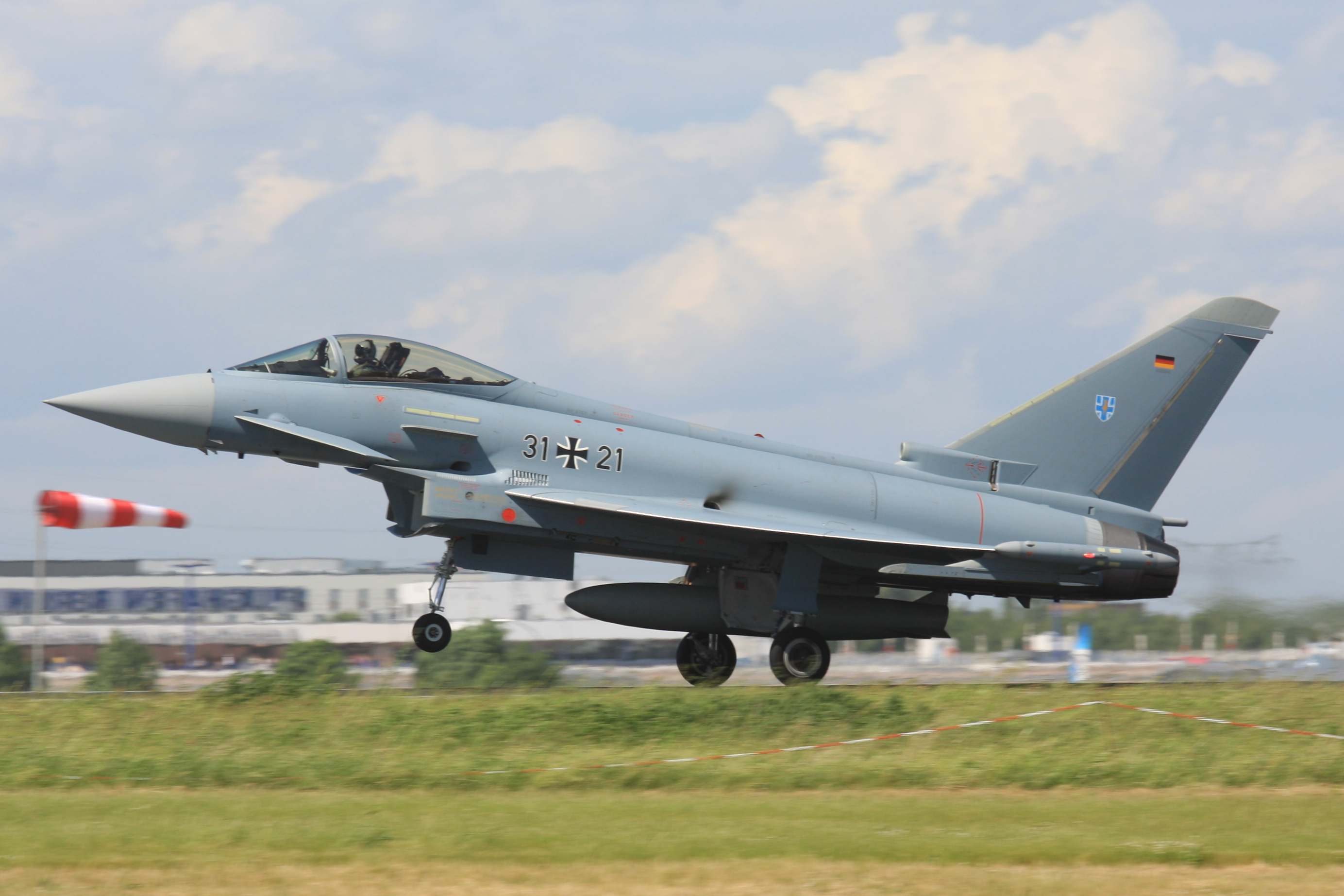
Eurofighter der Luftwaffe werden als Alarmrotte der Luftverteidigung eingesetzt

Das Luftsicherheitsgesetz war von Anbeginn rechtlich umstritten.
Diskutiert wurde unter anderem, ob der vom Gesetz vorgesehene Einsatz der Luftwaffe mit dem Grundgesetz, das einen Bundeswehreinsatz „im Inneren“ nur in Katastrophenfällen vorsieht, vereinbar ist.
Unabhängig davon wehrten sich vor allem Privatpiloten gegen die umfangreichen Sicherheitsüberprüfungen, denen sie sich seit Inkrafttreten des Gesetzes unterziehen müssen. Sie hielten diese Maßnahmen für unverhältnismäßig und deshalb für rechtswidrig. Ähnliches trugen die Flughafenbetreiber vor, die vermehrte Sicherheitskontrollen am Boden durchführen müssen.
Die aufgeworfenen verfassungsrechtlichen Fragen sind heute im Wesentlichen geklärt. Allerdings verstößt insbesondere § 7 des LuftSiG nach Ansicht der EU-Kommission gegen geltendes EU-Recht, weshalb sie am 16. Juli 2015 Deutschland eine zweimonatige Frist setzte, diesem Mangel abzuhelfen. Begründung: „Die Mitgliedstaaten sind verpflichtet, Antragstellern, die der Verordnung (EU) Nr. 1178/2011 der Kommission genügen, eine Pilotenlizenz zu erteilen, und zwar ohne weitere administrative oder technische Anforderungen“, so dass „diese zusätzliche, nicht in der Verordnung vorgesehene Auflage des deutschen Rechts nicht mit dem EU-Recht vereinbar ist.“

## Verfassungskonformität des Luftsicherheitsgesetzes

### Verfassungswidrigkeit des § 14 Abs. 3 LuftSiG
Der Erste Senat des Bundesverfassungsgerichts verhandelte am 9. November 2005 unter dem Aktenzeichen 1 BvR 357/05 mündlich über die Verfassungsbeschwerden von sechs Beschwerdeführern, darunter der ehemalige Bundesminister des Innern Gerhart Baum (FDP) und der ehemalige Innenminister des Landes Nordrhein-Westfalen, Burkhard Hirsch (FDP). Beide werden dem bürgerrechtsliberalen Flügel ihrer Partei zugerechnet.
Der damalige Bundesminister des Innern Otto Schily erklärte bei seiner Befragung durch das Gericht, dass auf das Gesetz gestützte Abschüsse von Verkehrsflugzeugen angesichts der dichten Bebauung Deutschlands praktisch nicht in Betracht kämen. Lediglich bei Angriffen mit Kleinflugzeugen sei ein Abschuss denkbar. Dies wurde von den übrigen befragten Fachleuten, darunter dem Inspekteur der Luftwaffe, Generalleutnant Klaus Peter Stieglitz, bestritten.
In seinem Urteil vom 15. Februar 2006 erklärte der Erste Senat die in der alten Fassung von § 14 Abs. 3 LuftSiG festgeschriebene Ermächtigung zur unmittelbaren Einwirkung mit Waffengewalt für in vollem Umfang unvereinbar mit dem Grundgesetz und daher für nichtig. Die Verfassungswidrigkeit folgt nach dem Bundesverfassungsgericht aus drei Gesichtspunkten. Zum einen fehle dem Bundesgesetzgeber die Zuständigkeit zum Erlass eines Gesetzes, das den Einsatz der Streitkräfte im Inland zur Bekämpfung von Naturkatastrophen und besonders schweren Unglücksfällen mit spezifisch militärischen Waffen erlaube. Darüber hinaus verstoße die Abschussermächtigung gegen die Garantie der Menschenwürde (Art. 1 Abs. 1 GG) und das daraus folgende Grundrecht auf Leben (Art. 2 Abs. 2 Satz 1 GG). Die Frage nach der strafrechtlichen Verantwortlichkeit eines Bundeswehrpiloten, der ein entführtes Luftfahrzeug abschießt, hat das Bundesverfassungsgericht ausdrücklich offengelassen.
In der Urteilsbegründung heißt es:

„Die einem solchen Einsatz ausgesetzten Passagiere und Besatzungsmitglieder befinden sich in einer für sie ausweglosen Lage. Sie können ihre Lebensumstände nicht mehr unabhängig von anderen selbstbestimmt beeinflussen. Dies macht sie zum Objekt nicht nur der Täter. Auch der Staat, der in einer solchen Situation zur Abwehrmaßnahme des § 14 Absatz 3 greift, behandelt sie als bloße Objekte seiner Rettungsaktion zum Schutze anderer. Eine solche Behandlung missachtet die Betroffenen als Subjekte mit Würde und unveräußerlichen Rechten. Sie werden dadurch, dass ihre Tötung als Mittel zur Rettung anderer benutzt wird, verdinglicht und zugleich entrechtlicht; indem über ihr Leben von Staats wegen einseitig verfügt wird, wird den als Opfern selbst schutzbedürftigen Flugzeuginsassen der Wert abgesprochen, der dem Menschen um seiner selbst willen zukommt.
Unter der Geltung des Artikel 1 Absatz 1 des Grundgesetzes (Menschenwürdegarantie) ist es schlechterdings unvorstellbar, auf der Grundlage einer gesetzlichen Ermächtigung unschuldige Menschen, die sich in einer derart hilflosen Lage befinden, vorsätzlich zu töten.
Auch die Einschätzung, dass die Betroffenen ohnehin dem Tod geweiht seien, vermag der Tötung unschuldiger Menschen in der geschilderten Situation nicht den Charakter eines Verstoßes gegen den Würdeanspruch dieser Menschen zu nehmen. Menschliches Leben und menschliche Würde genießen ohne Rücksicht auf die Dauer der physischen Existenz des einzelnen Menschen gleichen verfassungsrechtlichen Schutz. Die teilweise vertretene Auffassung, dass die an Bord festgehaltenen Personen Teil einer Waffe geworden seien und sich als solcher behandeln lassen müssten, bringt geradezu unverhohlen zum Ausdruck, dass die Opfer eines solchen Vorgangs nicht mehr als Menschen wahrgenommen werden. Der Gedanke, der Einzelne sei im Interesse des Staatsganzen notfalls verpflichtet, sein Leben aufzuopfern, wenn es nur auf diese Weise möglich ist, das rechtlich verfasste Gemeinwesen vor Angriffen zu bewahren, die auf dessen Zusammenbruch und Zerstörung abzielen, führt ebenfalls zu keinem anderen Ergebnis. Denn im Anwendungsbereich des § 14 Absatz 3 geht es nicht um die Abwehr von Angriffen, die auf die Beseitigung des Gemeinwesens und die Vernichtung der staatlichen Rechts- und Freiheitsordnung gerichtet sind. Schließlich lässt sich § 14 Absatz 3 auch nicht mit der staatlichen Schutzpflicht zugunsten derjenigen rechtfertigen, gegen deren Leben das als Tatwaffe missbrauchte Luftfahrzeug eingesetzt werden soll.
Zur Erfüllung staatlicher Schutzpflichten dürfen nur solche Mittel verwendet werden, die mit der Verfassung in Einklang stehen. Daran fehlt es im vorliegenden Fall.“

### Verfassungskonformität des § 8
Das Niedersächsische Oberverwaltungsgericht, welches sich als erstes deutsches Gericht mit dem Luftsicherheitsgesetz befasst hat, bescheinigte § 8 LuftSiG, der die Sicherungsmaßnahmen der Flugplatzbetreiber regelt, die Verfassungsmäßigkeit. Es sah deshalb von einer Vorlage an das Bundesverfassungsgericht ab.

### Verfassungskonformität der Zuverlässigkeitsüberprüfung gemäß § 7
Die nach § 7 LuftSiG vorgeschriebene Zuverlässigkeitsüberprüfung hat das Bundesverfassungsgericht für verfassungsgemäß erklärt. Mit Beschluss vom 4. Mai 2010 beantwortete es zwei Vorlagen des Verwaltungsgerichts Darmstadt vom 27. Juni 2007 im Verfahren der konkreten Normenkontrolle nach Art. 100 GG. Die in den Vorlagebeschlüssen vor allem geäußerten Zweifel an der formellen Rechtmäßigkeit des Gesetzes – das Verwaltungsgericht Darmstadt war der Auffassung, das Gesetz hätte der Zustimmung durch den Bundesrat bedurft – teilte das Bundesverfassungsgericht nicht.
§ 7 LuftSiG ist auch materiell verfassungsgemäß. Nach dem Beschluss des Bundesverfassungsgerichts verstößt § 7 LuftSiG nicht gegen Grundrechte oder gegen Anforderungen des Rechtsstaatsprinzips. In dem Erfordernis einer Zuverlässigkeitsüberprüfung liege kein unverhältnismäßiger Eingriff in die Freiheitsrechte der Luftfahrer. Der Regelung fehle auch nicht die notwendige Bestimmtheit. Ebenso wenig verletze die Einbeziehung der Luftfahrer in die Zuverlässigkeitsüberprüfung den Gleichheitsgrundsatz. Insbesondere werde sie nicht schon dadurch gleichheitswidrig, dass der deutsche Gesetzgeber nicht auch die Voraussetzungen für die Erteilung ausländischer Fluglizenzen normieren könne.
Ob das Recht auf informationelle Selbstbestimmung verletzt sei, hat das Bundesverfassungsgericht offengelassen, denn die zur Prüfung gestellten Bestimmungen (vor allem § 4 Abs. 1 Satz 2 Nr. 3 Luftverkehrsgesetzes) regelten allein das Erfordernis der Zuverlässigkeitsüberprüfung als solches, nicht hingegen deren nähere Ausgestaltung, durch die erst das Recht auf informationelle Selbstbestimmung berührt werde.

### Plenarentscheidung des Bundesverfassungsgerichtes im August 2012
Im August 2012 entschied das Bundesverfassungsgericht in einer Plenarentscheidung (Aktenzeichen: 2 PBvU 1/11), dass unter strengen Auflagen Einsätze der Bundeswehr im Inland erlaubt seien. Das Bundesverfassungsgericht verlangt hierzu Tatsachen katastrophischen Ausmaßes. Es müsste ein katastrophaler Schaden unmittelbar bevorstehen.
Eine Plenarentscheidung hat es bislang erst vier Mal gegeben, sie war nunmehr nötig geworden, weil der 2. Senat wegen divergierender früherer Entscheidungen des 1. Senats eine Plenarentscheidung beantragt hatte. So hatte es 2006 ein Urteil des ersten Senats gegeben, dem der 2. Senat offenbar nicht folgen wollte.
Das generelle Einsatzverbot der Bundeswehr wurde nun relativiert. Mit 15 zu 1 Stimmen wurde entschieden, dass die Bundeswehr auch außerhalb der festgelegten Grenzen des Grundgesetzes im Inland tätig werden dürfe. Der Zweite Senat setzte sich mit seiner Rechtsauffassung insofern durch, als künftig auch militärische Kampfmittel für die Abwehr von Terrorattentaten eingesetzt werden dürfen – jedenfalls in engen Grenzen. Militärische Kampfmittel im Inland dürfen demnach nur in äußersten Ausnahmefällen mit „katastrophischem Ausmaß“ zur Gefahrenabwehr zur Anwendung kommen, sofern „katastrophale Schäden unmittelbar bevorstehen“. Zu solch einem „besonders schweren Unglücksfall“ gehört demnach auch der Terrorangriff durch ein mit Zivilisten besetztes Flugzeug. Eine Situation eines „besonders schweren Unglücksfall“ besteht aber keinesfalls, wenn Gefahren „aus oder von einer demonstrierenden Menschenmenge drohen“. Der Einsatz beschränkt sich nicht auf Kampfeinsätze der Bundeswehr im Luftraum, sondern kann sich auch gegen Terrorangriffe auf dem Boden und zu Wasser richten. Der Einsatz der Streitkräfte wie auch der Einsatz spezifisch militärischer Abwehrmittel sind jedoch stets nur als letztes Mittel zulässig. Wann ein solcher Katastrophenzustand besteht, muss auch in Eilfällen die Bundesregierung insgesamt entscheiden. Sie darf diese Aufgabe nicht an den Verteidigungsminister delegieren.
Der eigentliche Abschuss eines Flugzeuges, das durch Terroristen entführt wurde, bleibt aber weiterhin verboten; erlaubt wird in Zukunft nur das Abdrängen des Flugzeugs oder die Abgabe von Warnschüssen. Das Bundesverfassungsgericht stellte fest, dass der Abschuss eines Flugzeuges nur dann erlaubt sei, wenn nur Terroristen in ihm säßen.

### Entscheidung des Bundesverfassungsgerichtes im April 2013
Das Bundesverfassungsgericht urteilte im April 2013 (Az. 2 BvF 1/05), dass nicht der Verteidigungsminister, sondern nur die deutsche Bundesregierung in Eilfällen entscheiden darf. Der Verteidigungsminister darf bei einem Terrorangriff nicht allein über den Einsatz der Bundeswehr im Inland entscheiden. Das Bundesverfassungsgericht erklärte eine entsprechende Bestimmung des Luftsicherheitsgesetzes für nichtig.

## Zitate
„Der Gesetzentwurf regelt in sehr engen Grenzen auch die Zulässigkeit eines Flugzeugabschusses. Es wäre unredlich und unverantwortlich, einer Klärung gerade in diesem extremen Fall auszuweichen. In einer Demokratie kann nur die Politik eine derart schwere Verantwortung übernehmen. Wir dürfen diese Last nicht den Soldatinnen und Soldaten aufbürden. Nur der Verteidigungsminister kann seinen Piloten einen entsprechenden Befehl geben.“

„Dieses Gesetz ist die Einführung des finalen Rettungstotschlags. Der Staat gibt sich das Recht, die Opfer einer Straftat zu töten, wenn der Verteidigungsminister meint, dass dies für alle besser sei.“

„Es gibt Güterkollisionen, die sich einer exakten legislatorischen Beschreibung entziehen.“

„Damit wird das Leben zugunsten eines anderen Lebens geopfert.“

„Eine solche Behandlung missachtet die Betroffenen als Subjekte mit Würde und unveräußerlichen Rechten. Sie werden dadurch, dass ihre Tötung als Mittel zur Rettung anderer benutzt wird, verdinglicht und zugleich entrechtlicht; indem über ihr Leben von Staats wegen einseitig verfügt wird, wird den als Opfern selbst schutzbedürftigen Flugzeuginsassen der Wert abgesprochen, der dem Menschen um seiner selbst willen zukommt.“

### Monografien und Kommentare
- Wolf-Rüdiger Schenke, Kurt Graulich, Josef Ruthig: Sicherheitsrecht des Bundes – BPolG, BKAG, ATDG, BVerfSchG, BNDG, VereinsG. 2. Auflage. C.H. Beck, München 2019, ISBN 978-3-406-71602-7, S. 1001–1078.
- Alexander Archangelskij: Das Problem des Lebensnotstandes am Beispiel des Abschusses eines von Terroristen entführten Flugzeuges. Berlin, 2005.
- Anke Borsdorff, Christian Deyda: Luftsicherheitsgesetz für die Bundespolizei. Luebecker Medien Verlag 2005, ISBN 3-9810551-0-1.
- Elmar Giemulla, Heiko van Schyndel: Frankfurter Kommentar zum Luftverkehrsrecht, Bd. 1.3 „Luftsicherheitsgesetz“ Luchterhand Verlag 2006, ISBN 3-472-70440-3.
- Elmar Giemulla, Heiko van Schyndel: Luftsicherheitsgesetz, Luchterhand Verlag 2006, ISBN 3-472-06614-8.
- Valentin Jeutner: Irresolvable Norm Conflicts in International Law, Oxford University Press 2017, ISBN 978-0-19-880837-4, S. 15.
- Manuel Ladiges: Die Bekämpfung nicht-staatlicher Angreifer im Luftraum unter besonderer Berücksichtigung des § 14 Abs. LuftSiG und der strafrechtlichen Beurteilung der Tötung von Unbeteiligten, 2. Auflage, Duncker & Humblot Verlag 2013, ISBN 978-3-428-14011-4.

### Aufsätze
- Manfred Baldus: Streitkräfteeinsatz zur Gefahrenabwehr im Luftraum. Sind die neuen Luftsicherheitsgesetzlichen Befugnisse der Bundeswehr kompetenz- und grundrechtswidrig? In: Neue Zeitschrift für Verwaltungsrecht 2004, S. 1278 ff.
- Torsten Hartleb: Der neue § 14 III LuftSiG und das Grundrecht auf Leben. In: Neue Juristische Wochenschrift 2005, S. 1397 ff.
- Wolfgang Hecker: Die Entscheidung des Bundesverfassungsgerichts zum Luftsicherheitsgesetz. In: Kritische Justiz 2006, S. 179–194.
- Martin Hochhuth: Militärische Bundesintervention bei inländischem Terrorakt – Verfassungsänderungspläne aus Anlass des 11. September 2001, in: Neue Zeitschrift für Wehrrecht (NZWehrr) 2002, S. 154–167 (PDF; 634 kB)
- Daniel-Erasmus Khan: Der Staat im Unrecht: Luftsicherheit und Menschenwürde (2013) (PDF)
- Reinhard Merkel: § 14 Abs. 3 Luftsicherheitsgesetz: Wann und warum darf der Staat töten? In: JuristenZeitung. 2007, S. 373–385.
- Anton Meyer: Wirksamer Schutz des Luftverkehrs durch ein Luftsicherheitsgesetz? In: Zeitschrift für Rechtspolitik 2004, S. 203–207.
- Wolfgang Mitsch: Luftsicherheitsgesetz – Die Antwort des Rechts auf den 11. September 2001. In: Juristische Rundschau 2005, S. 274–279.
- Ulrich Palm: Der wehrlose Staat? Der Einsatz der Streitkräfte im Innern nach der Entscheidung des Bundesverfassungsgerichts zum Luftsicherheitsgesetz. In: Archiv des öffentlichen Rechts (AöR), 132. Bd., 2007, S. 93–113.
- Michael Pawlik: „§ 14 Abs. 3 des Luftsicherheitsgesetzes – ein Tabubruch?“, in: Juristenzeitung 2004, S. 1045.
- Bodo Pieroth, Bernd J. Hartmann: Der Abschuss eines Zivilflugzeugs auf Anordnung des Bundesministers für Verteidigung. In: Juristische Ausbildung 2005, S. 729 ff.
- Ekkehart Reimer: Die Schwäche des Rechtsstaats ist seine Stärke. Anmerkung zu BVerfG, Urt. v. 15. Februar 2006 (Luftsicherheitsgesetz) In: StudZR 2006, S. 601 (Memento vom 28. September 2007 im Internet Archive) ff.
- Claus Roxin: Der Abschuss gekaperter Flugzeuge zur Rettung von Menschenleben, ZIS 06/2011, 552 (PDF-Datei; 167 kB)
- Arndt Sinn: Tötung Unschuldiger auf Grund § 14 III Luftsicherheitsgesetz-rechtmäßig?, In: Neue Zeitschrift für Strafrecht 2004, S. 585 ff.
- Ulrich Sittard, Martin Ulbrich: Das Luftsicherheitsgesetz. In: Juristische Schulung 2005, S. 432–436.
- Harald L. Weber: Essay zum Thema Luftsicherheit und Terrorismus – Hintergrund der gesetzgeberischen Tätigkeit seit dem 11. September 2001 Luftsicherheit und Terrorismus
- Dieter Wiefelspütz: Änderung des Art. 35 GG, »Quasi-Verteidigungsfall« oder Neuordnung der Wehrverfassung. In: Zeitschrift für Gesetzgebung (ZG), 22. Jg., 2007, S. 97–134.
- Manuel Ladiges: Der Einsatz der Streitkräfte im Katastrophennotstand nach dem Plenarbeschluss des Bundesverfassungsgerichts. In: Neue Zeitschrift für Verwaltungsrecht 2012, S. 1225–1228.

### Gesetze und EG-Verordnung
- Verordnung (EG) Nr. 2320/2002 des Europäischen Parlaments und des Rates vom 16. Dezember 2002 zur Festlegung gemeinsamer Vorschriften für die Sicherheit in der Zivilluftfahrt
- Luftsicherheitsgebühr Bundesministerium des Innern (PDF-Dokument, 32 KByte)

### Entscheidungen des Bundesverfassungsgerichts
- Urteil des Bundesverfassungsgerichts vom 15. Februar 2006 – 1 BvR 357/05 –.
- Beschluss des Bundesverfassungsgerichts vom 4. Mai 2010 – 2 BvL 8/07, 2 BvL 9/07 –.
- Beschluss des Bundesverfassungsgerichts vom 3. Juli 2012 – 2 PBvU 1/11 –.

### Über das Gesetz
- „Luftsicherheit aus einer Hand“ (Memento vom 1. Januar 2005 im Internet Archive) Rede von Bundesminister Otto Schily zur Beratung des Gesetzentwurfs am 30. Januar 2004 im Deutschen Bundestag
- Presseerklärung von Bundespräsident Horst Köhler zum Gesetz zur Neuregelung von Luftsicherheitsaufgaben
- Reinhard Merkel: Wenn der Staat Unschuldige opfert. In: Die Zeit 29/2005 vom 8. Juli 2004
- Martin Klingst: Nur das Leben zählt. In: Die Zeit 8/2006 vom 16. Februar 2006
- Matthias G. Sicher: Ist das Luftsicherheitsgesetz verfassungswidrig? (Memento vom 25. August 2007 im Internet Archive) In: Das Parlament 4/2005 vom 24. Januar 2005
- Michael Haid: Der „Eisbrecher“ Luftsicherheitsgesetz: Bundeswehreinsätze im Inland Informationsstelle Militarisierung, 13. Februar 2006.
- Öffentliche Anhörung von Sachverständigen zum Thema „Luftsicherheitsgesetz“ am 26. April 2004 (PDF; 356 kB)
- Weber, Harald: Verbrechensbekämpfung und Lebensrecht
- Was ist Luftsicherheit